# Jacques Chesnais
Pour les articles homonymes, voir Chesnais.
 (avril 2013).
Si vous disposez d'ouvrages ou d'articles de référence ou si vous connaissez des sites web de qualité traitant du thème abordé ici, merci de compléter l'article en donnant les références utiles à sa vérifiabilité et en les liant à la section « Notes et références ».
Jacques Chesnais est un graveur, peintre, illustrateur et marionnettiste français né le 23 août 1907 à Paris où il est mort le 9 décembre 1971.

## Biographie
Il étudie à l’École nationale supérieure des beaux-arts et est l'élève de Fernand Léger. Il travaille notamment dans l'atelier de François-Louis Schmied.
Il se marie en 1933 et fonde avec sa femme sa première troupe de marionnettes « La Branche de houx » en 1934.
De 1935 à 1937, il enseigne les marionnettes au collège Montessori « La Jonchère » à Rueil-Malmaison, est instructeur national des Éclaireurs de France, donne des cours et conférences pour les éducateurs et participe à de nombreuses expositions. Il anime l'atelier de marionnettes de l'Exposition internationale de 1937 (2 médailles d'or, 1 diplôme d'honneur) et donne des représentations à Paris et en province.
En 1939, il effectue ses premières tournées à l'étranger (Roumanie, Belgique, Suisse).

## Durant la guerre
Mobilisé en 1940, il retrouve son atelier pillé à son retour et reprend, en étroite collaboration avec sa femme, la fabrication de ses marionnettes. Ils créent alors une nouvelle troupe composée uniquement de marionnettes à fils « Les Comédiens de bois de Jacques Chesnais ».
En mars 1944, il obtient son certificat officiel d'acteur de la chaîne de télévision Fernsehsender Paris, tout comme les acteurs Pierre Risch, Olivier Hussenot, Jean-Pierre Grenier ainsi que le célèbre René Simon.
Il donne des représentations à Paris à la Comédie et au Studio des Champs-Élysées, au théâtre de Paris ainsi que dans les music-halls ABC, Bobino, etc., avant de se produire en en province et à l'étranger, souvent chargé de missions officielles (Europe, Afrique, Amérique du Nord et Amérique du Sud). Il participe aussi pendant 15 ans au festival d'Aix-en-Provence.
Auteur d'ouvrages techniques et historiques, il est membre fondateur du salon de l'Imagerie, membre de la Commission du théâtre pour la jeunesse, de la Société d'histoire du théâtre, de la Société d'ethnographie et membre du conseil de présidence de l'Union internationale de la marionnette (UNIMA). Il a été chargé de mission au Musée des arts et traditions populaires et au CNRS.

## Œuvres dans les collections publiques

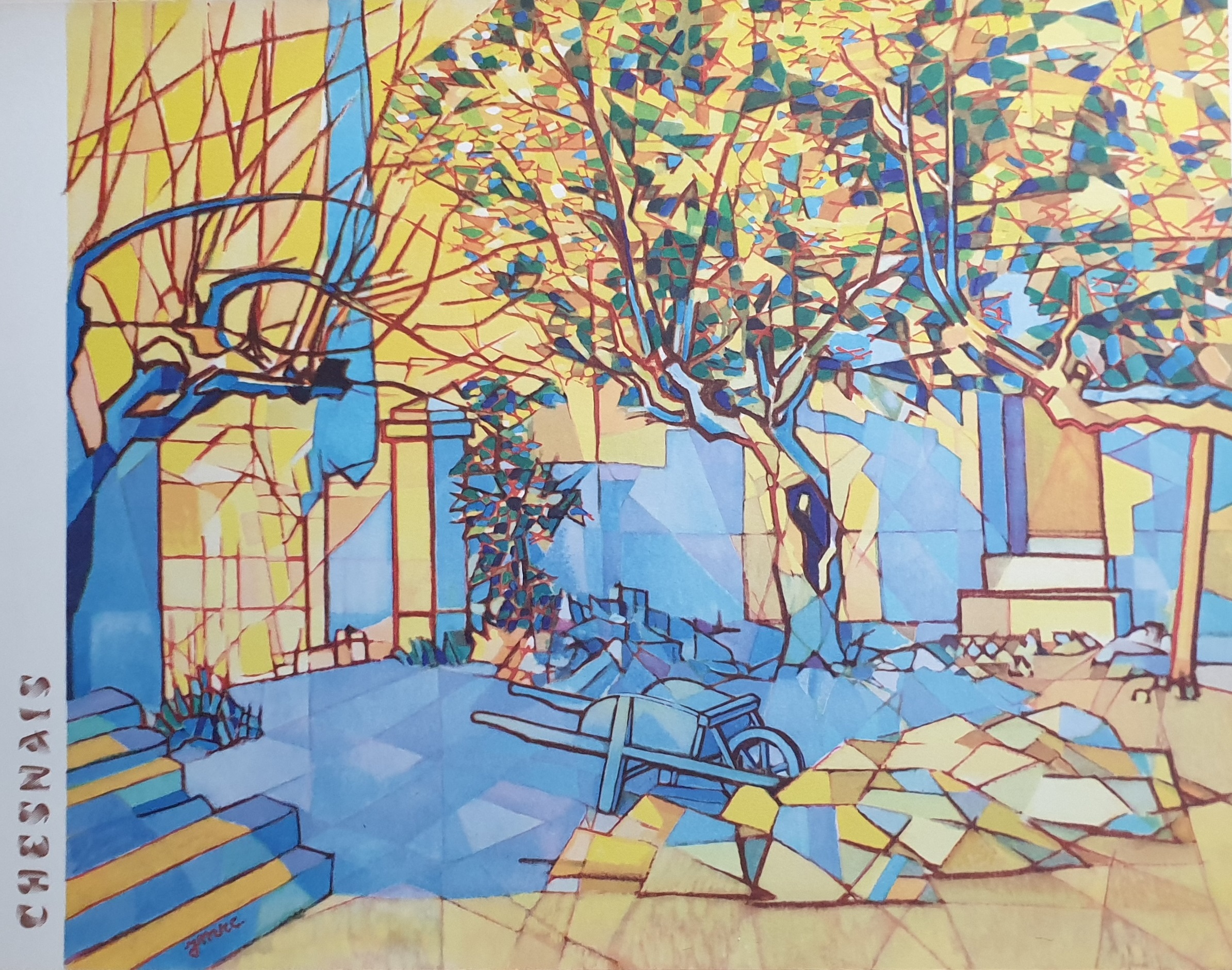
Tirage offset d'un tableau de J. Chesnais

- Un ensemble concernant le spectacle du Ballet des étoiles (1945), comprenant toile de fond, marionnettes et dessins préparatoires, est présenté aux musées Gadagne, Lyon. Ce musée a consacré en 2008 une exposition à l’œuvre de Jacques Chesnais : "Jacques Chesnais marionnettiste, un monde entre ses mains" [1],[4].
- Un ensemble concernant le spectacle du Premier voyage dans la lune (1956), comprenant toile de fond et marionnettes, est conservé au musée de l'Ardenne, Charleville-Mézières.

## Publication
- Jacques Chesnais, Histoire générale des marionnettes, 1947, réédition 1980, avec bibliographie

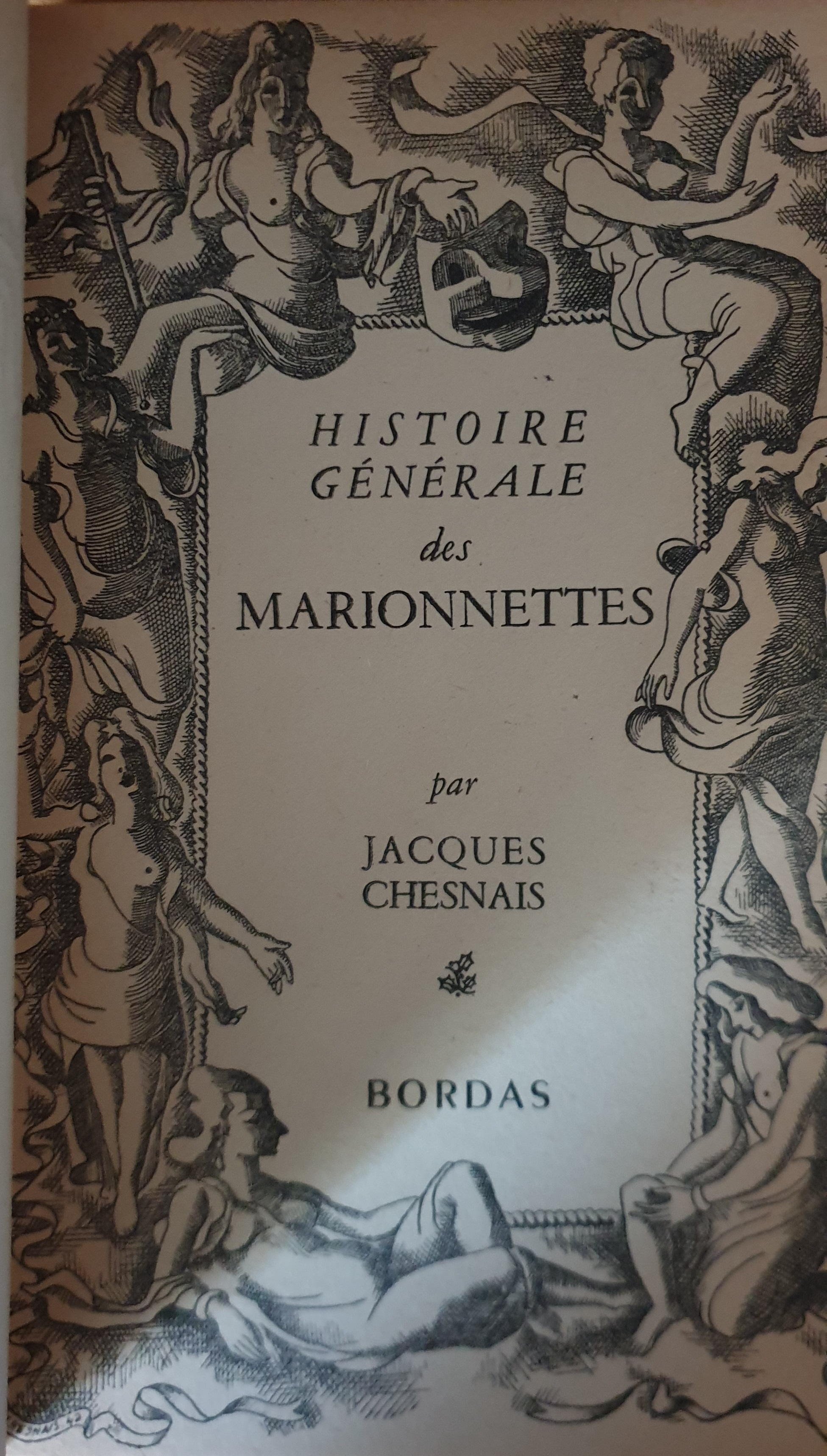
Première page du livre Histoire Générale des Marionnettes par Jacques Chesnais. L'illustration est aussi de l'auteur.

## Filmographie
- 1943 : La Main de l'homme (court métrage) de Jean Tedesco et François Ardoin, dans son propre rôle

## Distinctions
- Chevalier de la Légion d'honneur
- Chevalier de l'ordre des Palmes académiques